# Vídua cridanera
La vídua cridanera (Vidua interjecta) és un ocell de la família dels viduids (Viduidae).

## Hàbitat i distribució
Viu a les sabanes de Mali, Costa d'Ivori, Ghana, sud de Nigèria, Camerun, República Centreafricana i nord-est de la República Democràtica del Congo.